# Момчило Иванић
Момчило Иванић (Пивнице, 14. март 1853 — Београд, 6. мај 1916), био је српски филолог, дописни члан Српске краљевске академије.

## Биографија
Рођен је 2/14. марта 1853. од оца Стевана и мајке Јулијане. Отац му је био општински бележник који је мењао место службе, зато је Момчило основну школу учио у неколико места: у Београду, Српском и Словачком Арацу и Српској Црњи. Гимназију, а потом и Историјско-филолошки одсек Велике школе завршио је 1877. у Београду. Предавао је српски језик у више гимназија, најдуже у Првој београдској гимназији (1891−1916). Био је надзорник основних школа за годишње испите 1882−1898. и наставник принцу Ђорђу Карађорђевићу од 1903. године.
Био је секретар Лексикографског одсека Српске краљевске академије од 1898. године. Сакупио је вредну грађу за Речник САНУ. Објављивао је прилоге у више часописа, написао је неколико књига. Дописни члан Српске краљевске академије био је од 1903. године. Одликован је Орденом Светог Саве 5. и 4. реда.
Премиинуо је у Београду 23. априла/6. маја 1916. године.